# Agnesiella buysi
Agnesiella buysi är en insektsart som beskrevs av Irena Dworakowska 1982. Agnesiella buysi ingår i släktet Agnesiella och familjen dvärgstritar.
Artens utbredningsområde är Taiwan. Inga underarter finns listade i Catalogue of Life.